# 번식체
번식체(propagule), 증식체, 주아(珠芽), 육아(肉芽)는 생물학에서 분산(dispersal)과 같이 유기체를 수명 주기의 다음 단계로 전파하는 기능을 하는 모든 물질이다. 번식체는 일반적으로 모 유기체와 형태가 다르다. 번식체는 식물(종자 또는 포자 형태), 곰팡이(포자 형태), 박테리아(예: 내생포자 또는 미생물 포낭)와 같은 유기체에 의해 생성된다.
질병 생물학에서 병원체는 질병을 전파하는 단위인 감염성 번식체를 생성한다고 한다. 이는 박테리아, 바이러스, 곰팡이 또는 원생생물을 의미할 수 있으며 숙주 물질 내에 포함될 수 있다. 예를 들어, 인플루엔자의 경우 감염성 번식체는 기침이나 재채기 중에 배출되는 숙주의 타액이나 점액 방울을 통해 운반된다.
원예에서 번식체는 식물 번식을 목적으로 사용되는 모든 식물 재료이다. 무성생식에서 번식체는 종종 줄기 절단이다. 일부 식물에서는 잎 부분이나 뿌리 부분을 사용할 수 있다. 유성 생식에서 번식체는 씨앗이나 포자이다. 무성생식의 일종인 미세번식에서는 식물의 모든 부분을 사용할 수 있지만 일반적으로 뿌리와 줄기 끝 또는 새싹과 같은 고도로 분열된 부분이다.